# Corporazioni di arti e mestieri a Costantinopoli
La produzione artigianale ed il commercio al dettaglio di Costantinopoli furono a lungo organizzati da corporazioni, sia durante il periodo bizantino che durante quello ottomano.

## Sotto l'impero Bizantino
L'istituzione delle corporazioni a Costantinopoli risaliva ad una legge del 391 contenuta nel Codice teodosiano ed era ribadita nel Codice giustinianeo e nei Basilikà.
Dopo alcuni secoli senza riscontri scritti, le corporationes o σωματεια furono estesamente regolamentate nel Libro dell'Eparca, emanato dall'imperatore Leone VI  nel 912. Tuttavia, non tutti i mestieri erano disciplinati da questa legge: lo erano fra gli altri i notai, gli orefici, i cambiavalute, i setaioli, i linaioli, i fornai, gli speziali, i cerulari. Altri testi ci informano dell'esistenza di ulteriori corporazioni. 
Le corporazioni riunivano solo i maestri, i quali erano titolari di uno o più laboratori (εργαστερια), in cui lavoravano i familiari, i generi, e nei più grandi anche lavoranti, apprendisti e servi. 
L'accesso alla corporazione era subordinato ad una verifica delle capacità, al consenso degli altri iscritti ed all'autorizzazione dell'eparca di Costantinopoli.
L'apprendistato era espressamente previsto da poche corporazioni; il numero chiuso solo dai notai, che dovevano essere 24. L'ammissione delle donne era espressamente vietata solo nella corporazione degli orefici; era invece il diritto canonico a proibire ai chierici di diventare membri delle corporazioni. 
A capo di ciascuna corporazione c'erano uno o più priori (προσταται), nominati dall'eparca su proposta dei maestri della corporazione. In alcuni corpi di mestiere accanto ai προσταται c'era anche un'esarca, rappresentante diretto dell'eparca. 
I priori facevano rispettare le regole della corporazione relative alle dimensioni delle botteghe, al numero degli apprendisti, ai margini di profitto.
Oltre alle regolamentazioni interne delle corporazioni, anche l'eparca esercitava un controllo minuzioso sull'economia costantinopolitana: vigliava sull'adulterazione dei prodotti e sulla separazione dei mestieri (era vietato appartenere a due mestieri), controllava che non si facesse incetta di materie prime, che non si alzassero surrettiziamente gli affitti dei concorrenti, che non vi fossero rincari ingiustificati dei prezzi. 
Il controllo del governo imperiale sulle corporazioni si manifestava anche in altri modi: i magazzini statali compravano una parte della produzione, i membri delle corporazioni dovevano partecipare alle cerimonie pubbliche.
Per il periodo successivo alla conquista veneziana del 1204, si hanno poche fonti: sembra che le corporazioni continuassero ad esistere, ma in forme diverse da quelle previste dal Libro dell'Eparca, in particolare non erano più sottoposte al controllo statale.

## Sotto l'impero Ottomano
Maometto II all'indomani della conquista turca di Costantinopoli riorganizzò l'economia cittadina secondo il modello turco. Sembra che tutta la popolazione fosse obbligatoriamente iscritta ad una corporazione (esnaf), eccetto gli addetti al settore pubblico. Infatti, le corporazioni erano ben 1.100, a loro volta riunite in 57 gruppi per affinità lavorativa. Le ragioni di questo sistema erano duplici: da un lato l'obbligo di iscrizione permetteva allo stato un controllo su tutta la popolazione; corrispettivamente però si creavano delle strutture di solidarietà sociale.
Delle corporazioni faceva parte anche la popolazione cristiana ed ebraica: addirittura alcuni corpi di mestiere erano in maggioranza o totalmente composti da infedeli, qualche volta per proibizioni religiose (gli osti), più spesso per le conoscenze tecniche necessarie (ad esempio i mestieri legati alle costruzioni navali).
La corporazione comprendeva gli apprendisti (çirak), i lavoranti (kalfa) ed i maestri (usta).
La promozione da apprendisti a lavoranti veniva decisa dal maestro. Invece, per diventare maestri bisognava avere una licenza commerciale, detta ustalık o gedık, che era a numero chiuso e costituiva un diritto personale. Perciò normalmente veniva ereditata da un figlio del maestro, che doveva comunque dimostrare di conoscere il mestiere. Gli eredi potevano anche venderla, con il consenso degli altri maestri e del governo, ad un altro maestro o a chi avesse i fondi per comprarla. Infine poteva succedere che le licenze fossero concesse dallo stato a personaggi influenti.
I maestri eleggevano al loro intorno il consiglio degli anziani (ihtiyarlar), scelti non solo in base all'età, ma anche alla saggezza, all'esperienza, all'autorevolezza. Il consiglio decideva la ripartizione delle materie prime fra i maestri, la distribuzione dei sussidi ai bisognosi, le sanzioni per le trasgressioni.
Il consiglio eleggeva a sua volta il kethüda, vero capo della corporazione, la cui nomina doveva essere confermata dal cadì. Il compito principale di questa carica era quello di rappresentare la corporazione davanti agli organi dello stato: di formulare richieste, svolgere difese, esporre lamentele. Il kethüda aveva anche il compito di dirimere le controversie fra i membri della corporazione.
Il kethüda era coadiuvato da uno o più yiyit başı, i quali facevano da intermediari fra maestri e kethüda: esponevano richieste e problemi dei maestri al kethüda e comunicavano ai maestri le decisioni prese in alto.
Un'altra carica era quella di çavuş, che probabilmente si occupava della polizia interna. 
Le corporazioni avevano anche un ruolo religioso, a partire dal fatto che avevano un santo patrono (spesso un discendente del Profeta). Ogni mattina, prima di iniziare il lavoro i membri pregavano insieme sotto la guida dello duacı. Ma soprattutto le corporazioni come tali partecipavano alle grandi cerimonie religiose stambuliote, alle preghiere del ramadan nella moschea di Eyüp; alla preghiera del mevlid (Natale di Maometto); alle cerimonie celebrate a Kağıthane. Il responsabile dell'attività religiosa dell’esnaf era lo şeyh (sceicco, cioè vecchio). 
Oltre alle cariche interne aveva un importante ruolo di controllo sulle corporazioni il muhtesib, il funzionario statale incaricato di raccogliere le tasse, di ripartire le materie prime, di concordare con i kethüda i prezzi delle materie prime e dei prodotti finiti, di sorvegliare la qualità dei prodotti finiti, e in generale di far rispettare gli ihtisab kanunnameleri ("codici tributari"). 
Attraverso i contributi dei membri le corporazioni accumulavano dei fondi da destinare innanzitutto a scopi assistenziali, in favore dei membri malati, disoccupati e vecchi. Inoltre ogni corporazione organizzava a proprie spese una grande festa annuale. In occasione delle grandi feste politiche (ascesa di un sultano, circoncisione di un principe, partenza di una spedizione militare) si organizzava una grande sfilata di carri, ognuno dei quali era allestito da una corporazione e ne rappresentava la bottega, in un tableau vivant con gli artigiani al lavoro. 
Questa organizzazione delle corporazioni rimase quasi invariata fino all'Ottocento, quando la concorrenza dei commercianti europei ne dimostrò l'arretratezza.